# 曼努埃爾·烏里韋
曼努埃爾·烏里韋（西班牙語：Manuel Uribe Garza，1965年6月11日—2014年5月26日）是一名墨西哥人，他遭受严重的肥胖症，并曾是世界上最胖的人。
2001年，在他达到597（1,316磅）后以至于无法离开自己的床，因此减了181（399磅），是他体重的三分之一重量。他曾经接受医生和营养学家的帮助，在去世时，他是世界上体重第三的人。
2014年，他因肝衰竭去世，享年48岁。